# Наярит
Наяри́т (исп. Nayarit [naʝaˈɾit]), полное официальное название: Свобо́дный и Сувере́нный Штат Наяри́т (исп. Estado Libre y Soberano de Nayarit) — штат на западе Мексики с административным центром в городе Тепик. Численность населения, по данным переписи 2020 года, составила 1 235 456 человек.

## Этимология
Антропотопоним, происходящий от имени вождя индейцев племени кора. В переводе означает «сын бога, который находится на небе и на солнце».

## География
На западе омывается водами Тихого океана. На северо-западе граничит со штатом Синалоа, на севере — с Дуранго, на северо-востоке — с Сакатекасом, и на восток и юге — с Халиско. В океане лежат: острова Мариас, остров Исабель, Трес Марьетас и Фарайон Ла Пенья. Территория штата находится в отрогах Западной Сьерра Мадре. Её самые высокие горы: Сан-Хуан, Сангуангуэй, Эль-Себуруко, Кумбре-де-Пахаритос и Пикачос. На северо-востоке широкие тропические равнины дренируются рекой Рио-Гранде-де-Сантьяго — продолжение реки Лерма. Главные реки штата: Амека, Сан-Педро-Мескиталь, Акапонета, Каньяс и другие более мелкие, такие как Боланьос, Уайянамота и Чапалангана — все впадающие в Тихий океан. На побережье наиболее крупные лагуны — Лагуна Теакапан и Куаутла. Климат в штате субтропический. В горах отмечается поясность. На побережье — теплее. Средние температуры лета на побережье +25 °С, в горах +17 °С. Зимние температуры, соответственно, +18 °С и +10 °С. Среднее количество осадков выпадает на побережье 800 мм, в горах — 400 мм.
Площадь штата Наярит составляет 27 621 км².

## История

### До-испанский период

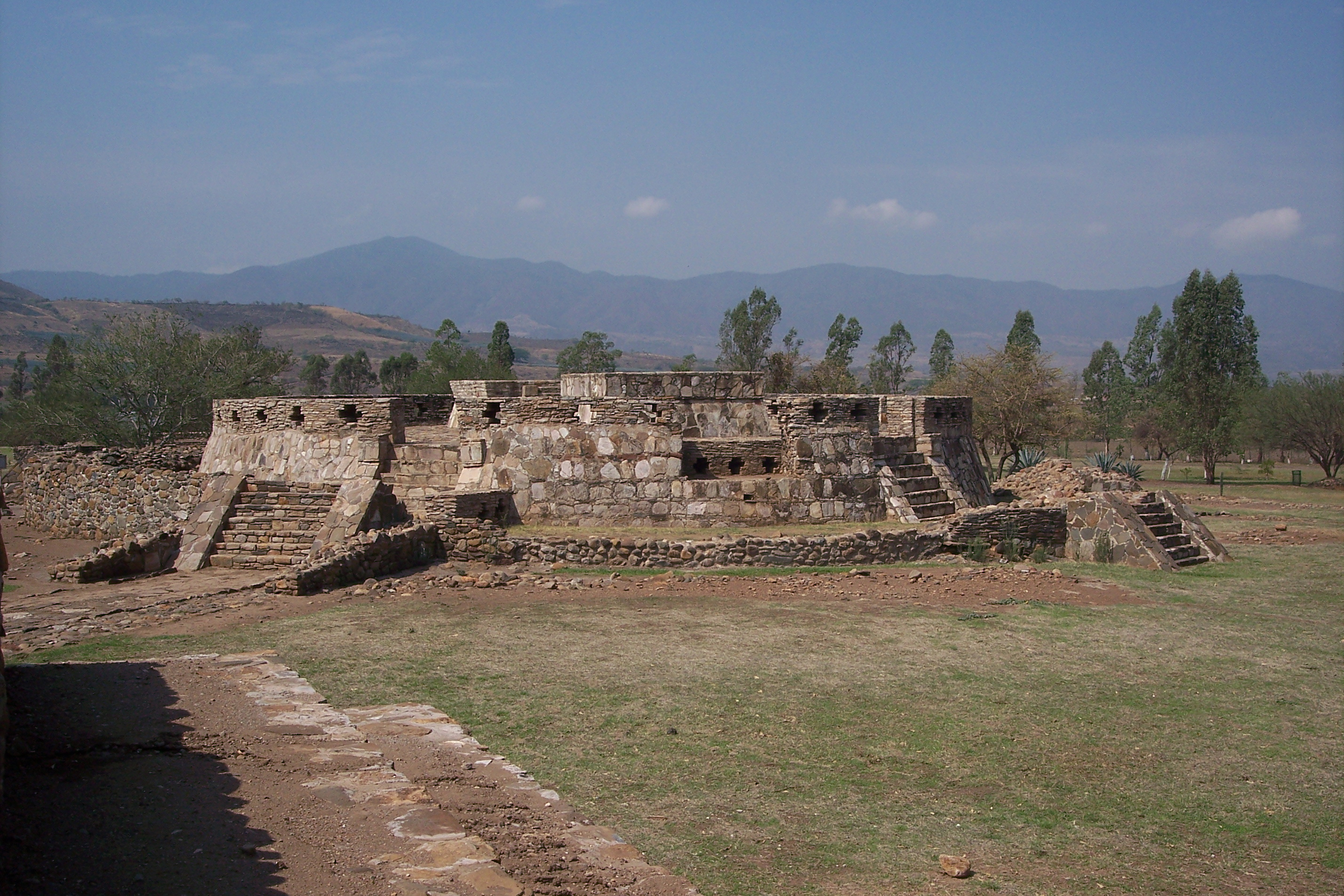
Археологический участок Лос Торилес.

Существуют доказательства того, что область современного штата Наярит была населена человеком уже 5 000 лет до н. э. С переходом к оседлому образу жизни, на данной территории началось строительство деревень местных племён, остатки которых датируются 700—400 до н.э. До прихода испанцев индейцы Наярита не подчинялись ни ацтекам, ни тараскам. Однако, два крупных центра индейцев кора доминировали над большей частью долины — Астатлан и Халиско. Здесь обитали такие группы, как кора, уичоли, текос, тораманы, тепеуаны уайнамота.

### Испанский период
В 1524 Франсиско Кортес — двоюродный брат Эрнана Кортеса прибыл сюда и взаимодействовал с уважением и сдержанностью с двумя самыми мощными вождествами. Это положение было омрачено приходом врага Кортеса конкистадора Нуньо де Гусмана, который в декабре 1529 года начал свою кампанию по завоеванию западной Новой Испании. Кроме того, он отправился в Наярит, где завоевал несколько индейских деревень, на развалинах одной из которых — Тепик, он основал город Эспириту Санто (Espíritu Santo). В 1531 Эрнан Кортес приехал сюда и пытался взять под контроль Наярит, однако, Гусману удалось убедить короля сделать его губернатором завоёванных земель. Плохое обращение с коренными жителями привела к войне испанцев с индейцами в 1540 году. Грабежи, поджоги и злоупотребления были обычной практикой Гусмана в его завоеваниях западной Мексики. В 1536 году Гусмана сменил Диего Перес де ла Торре, которого убили в 1538 году во время одной из стычек с индейцами. Следующий губернатор перенёс столицу Наярита в одну из долин вблизи Тепика.
Последующее прибытие монахов-францисканцев несколько облегчило участь местного населения. Первым городом новой провинции Новой Галисии был город Компостела.
С XVII века началось экономическое развитие со строительством мостов и дорог, золотых и серебряных рудников, что привлекало сюда множество народа из различных частей Новой Испании. Округа Компостелы и Тепика стали частью провинции Новая Галисия. Животноводство стало одним из основных направлений деятельности в колониальную эпоху в долинах Наярита, что привело к развитию крупных ферм и ранчо. Со своей стороны, индейцам, жившим в горах, удалось сохранить свою свободу в течение двух столетий с момента прихода испанцев. Некоторым францисканцам, всё же, удалось обратить небольшое количество индейцев в христианство. Постоянные набеги на города воинственных чичимеков в поисках соли, позволили испанцам завершить завоевание Наярита лишь к 1616 году.
Тяжёлые работы и грубое обращение с индейцами на шахтах и ранчо были столь же жестокими, что и завоевание Гусмана. Это приводило к частым восстаниям индейцев, которые жестоко подавлялись испанскими властями. Такое обращение, а также болезни, на которые у туземцев не было иммунитета, приводило к быстрому уменьшению численности местного населения.
В конце XVIII — начале XIX вв. благодаря экономическому росту, в связи с увеличением сахарных плантаций и деятельности иезуитов, и постройкой порта Сан Блас, изменили облик городов Наярита. В 1810 году борьба за независимость Мексики была с энтузиазмом встречена населением, а в Сан Бласе вспыхнуло восстание во главе с Х. М. Меркадо (José Maríа Mercado). Цель была достигнута с поразительной скоростью и эффективностью, но вскоре после предательства и прибытия частей испанской армии, восстание было подавлено.

### Период независимости
После достижения Мексикой независимости округ Наярит вошёл в состав штата Халиско и это не принесло больших изменений в жизнь жителей Наярита. Тридцатые и сороковые годы 19 в. характеризовались спорами между консерваторами — централистами и либералами — федералистами. Пятидесятые и шестидесятые — это период гражданской войны между вышеозначенными фракциями. Мир принесли либералы после победы Б. Хуареса.
Во время президентства П. Диаса (P.Diaz) значительно улучшилось экономическое положение, были достигнуты определённые успехи в образовании. Было проведено электричество, установлены телеграфные линии, улучшены дороги. Президент Диас определил округу Наярит статус федеральной территории.
Во время Мексиканской революции, которая началась в 1910 Наярит стал местом борьбы между сторонниками разных фракций — Ф. Мадеро (Francisco Madero), П. Диаса, В. Уэрты (Victoriano Huerta), В. Каррансы (Venustiano Carranza). В конце концов победу одержали сторонники Каррансы.
В 1917 году 5 февраля эта территория была преобразована в новый штат Наярит. Первым губернатором стал Х. М. Феррейра (Jesús María Ferreira). В 1918 была принята первая конституция штата. После Мексиканской революции, в 1926 в Мексике была проведена земельная реформа, хотя в Наярите она была проведена не до конца. В 1933 были перераспределены земли и расформированы крупные поместья. Кроме того, в 1928 железнодорожная сеть достигла территории штата. После 1945 начались крупные экономические преобразования. Начал быстро набирать обороты туристический сектор экономики. В политическом плане монополия на власть право-социалистической Институционно-революционной партии (PRI), губернаторы от которой переизбирались с 1929, была нарушена в 1999, когда на пост губернатора был избран кандидат от право-консервативной партии Национального Действия (PAN). Однако, в 2005 губернатором штата снова стал кандидат от социалистов.

## Административное деление

Административная карта штата Наярит

В административном отношении делится на 20 муниципалитетов:

## Экономика
Основная отрасль экономики — сельское хозяйство. На побережье и на склонах гор до высоты 1000 м возделывают сахарный тростник, бананы, арахис, табак; выше — кукурузу, фасоль. По производству табака Наярит занимает первое место по стране — в середине 90-х годов XX века 75 % табака в Мексике производилось здесь. Промышленность — пищевая (главным образом сахарная), текстильная, кожно-обувная.

## Герб
Герб штата представляет собой трёхчастный щит с центральным щитком. В первом червлёном поле золотой стебель кукурузы местного сорта tepictu, символизирующий Тепик. Во втором золотом поле изображены лук со стрелой, символизирующие имя бога Наяра, от которого произошло название штата. В третьем поле на фоне голубого неба белые горы, символизирующие горную цепь Западная Сьерра Мадре. Поверх этого изображения наложен фиолетовый щиток с серебряной каймой, на которой изображены семь отпечатков человеческих ступней, символизирующие семь племён ацтеков, которые здесь проживали. В центре щитка изображен петроглиф, изображающий Орла Ацтлана (águila de Aztlán), держащего в когтях змею. Орёл олицетворяет космические силы Солнца, а змея потенциал Земли. Орёл со змеёй изображены на фоне резного камня, который находится в Музее Наярита. Щит покоится на зелёно-золото-червлёном картуше. Герб Наярита был разработан в 1930 М. Лансагортой (Miguel Lanzagorta Escutia). В 1970-75 центральный щиток был заменён. С 1993 герб имеет современный вид. Штат Наярит не имеет официально утверждённого флага. Часто используется белое полотнище с изображением герба в центре.